# Homero Martínez Montero
Homero Benito Martínez Montero (21 de marzo de 1905 - 21 de febrero de 1987) fue un militar naval y diplomático uruguayo.

## Biografía
Durante el primer colegiado blanco se desempeñó como Ministro de Relaciones Exteriores (1959-1963).
Participó en la firma del Tratado de Límites del Río Uruguay de 1961. Además, fue autor de varios libros sobre temas navales y limítrofes.
Un espacio libre en la Rambla de Montevideo lleva su nombre.

## Distinciones
- Gran Cruz de la Orden de Isabel la Católica (1961)[5]